# 獨角獸號航空母艦
獨角獸號航空母艦（Unicorn）是英國皇家海軍於1939年4月14日訂購，於1943年3月於地中海海域開始服役的航空母艦，是1938年皇家海軍海軍擴展計畫的一部份，主要用途為艦載機進行維修保養。除了經歷了世界大戰一直到日本投降外，還參加了韓戰。獨角獸號沒有同型艦，它的設計深受皇家方舟號航空母艦所影響。
它先後被派往大西洋、1943年派往地中海、1944至1945年著駐於東印度、1945年再轉太平洋，1950年至1953年又到韓國。

## 艦歷
1939年4月14日獨角獸號被訂購，並於1943年3月於地中海海域開始服役。
1943年9月參與了同盟國入侵義大利的雪崩作戰－薩萊諾登陸。
1944至1945年成為了遠東艦隊的一員著駐於東印度。
1944年11月，成為了英國太平洋艦隊的一員。
1945年5月參與沖繩島戰役。
1946年1月，獨角獸號因1945年8月日本投降的關係首次退役。
1949年，為了支援遠東艦隊的作戰行動而重新服役。
1950年6月，韓戰爆發之際，進駐於新加坡，並提供英國聯邦部隊補給。
1953年7月26日，巡弋通過台海時收到被三艘反共救國軍砲艇圍攻的英國籍貨輪因基爾達號 (Inhkilda) 的求救訊號後馳援，強制解圍並護離。但翌年該輪又被中華民國海軍攔截，經英美兩國共同外交介入後才釋放。
1953年11月17日第二次退役。
1959年解體。